# Linkin Park and Friends: Celebrate Life in Honor of Chester Bennington
Il Linkin Park and Friends: Celebrate Life in Honor of Chester Bennington è stato un concerto benefico organizzato dai Linkin Park in onore del frontman Chester Bennington (suicidatosi il 20 luglio 2017) e svoltosi il 27 ottobre 2017 all'Hollywood Bowl.
È stata la prima esibizione della band dopo la morte di Bennington e l'ultima a vedere in formazione il batterista Rob Bourdon (sostituito dal 2024 da Colin Brittain) e il chitarrista Brad Delson, ritiratosi dall'attività live pur rimanendo membro ufficiale della band.

## Antefatti
Subito dopo la prima tappa del One More Light World Tour, organizzato per promuovere il loro settimo album in studio, One More Light, il cantante Chester Bennington venne trovato morto, il 20 luglio 2017, nella sua casa di Palos Verdes Estates, con la conseguente cancellazione del tour.
Il 22 agosto il gruppo annunciò un concerto di tributo a Los Angeles per onorare la memoria di Bennington. In seguito, il gruppo confermò che il concerto si sarebbe svolto il 27 ottobre all'Hollywood Bowl con la partecipazione di numerosi artisti e gruppi musicali. Il 20 ottobre venne annunciato che il concerto sarebbe stato trasmesso in livestream sul canale YouTube.

## Artisti

### Linkin Park
- Mike Shinoda - voce, rapping, chitarra ritmica, tastiere, pianoforte, sintetizzatori, campionatore, basso in Shadow Of The Day e With Or Without You, chitarra in Waiting For The End
- Brad Delson - chitarra, cori, chitarra acustica in Sharp Edges, tastiera in Waiting For The End, sintetizzatore in Burn It Down
- Rob Bourdon - batteria (tranne in Castle Of Glass, Sharp Edges, One More Light, Crawling, Rebellion, What I've Done e A Light That Never Comes)
- Joe Hahn - giradischi, campionatore, tastiere, sintetizzatori, cori (tranne in Sharp Edges)
- Dave Farrell - basso, cori, chitarra ritmica in Shadow Of The Day, With Or Without You e Leave Out All The Rest", chitarra acustica in Sharp Edges (tranne in Castle Of Glass, Rebellion e What I've Done[5])

### Altri
- Jonathan Green – chitarra in Shadow of the Day, Nobody Can Save Me, Battle Symphony e Iridescent; tastiera in on Iridescent/The Messenger, Roads Untraveled, Papercut e The Catalyst; cori in Nobody Can Save Me, Battle Symphony, Iridiscent, Iridescent/The Messenger, Roads Untraveled e Papercut
- Blink-182[6] (What I've Done e I Miss You)
  - Mark Hoppus – basso, voce
  - Travis Barker – batteria
  - Matt Skiba – chitarra, cori
- Jonathan Davis[6] dei Korn – voce in One Step Closer
- M. Shadows[6] degli Avenged Sevenfold – voce in Burn It Down e Faint
- Synyster Gates[6] degli Avenged Sevenfold – chitarra in Faint
- Ryan Key[6] degli Yellowcard – voce in Shadow of the Day e With or Without You
- Oliver Sykes dei Bring Me the Horizon[7] – voce in Crawling
- Kiiara[6] – voce in Heavy
- Daron Malakian e Shavo Odadjian dei System of a Down[6] – rispettivamente chitarra e cori e basso in Rebellion
- Adrian Young, Tony Kanal e Tom Dumont dei No Doubt – rispettivamente batteria, basso e chitarra in Castle of Glass
- Zedd[8] – batteria in Crawling
- Ryan Shuck e Amir Derakh dei Dead by Sunrise – chitarra ritmica in One Step Closer
- Julia Michaels – voce in Heavy
- Machine Gun Kelly[9] – rapping in Papercut
- Sydney Sierota degli Echosmith – voce in Waiting for the End
- Takahiro Moriuchi degli One Ok Rock – voce in Somewhere I Belong
- Gavin Rossdale dei Bush – voce in Leave Out All the Rest
- Alanis Morissette – voce in Castle of Glass
- Steve Aoki – campionatore in A Light That Never Comes
- Bebe Rexha – voce in A Light That Never Comes
- Jeremy McKinnon degli A Day to Remember – voce in A Place for My Head
- Deryck Whibley dei Sum 41 – voce in The Catalyst
- Frank Zummo dei Sum 41 – batteria in Rebellion e A Light That Never Comes, percussioni in The Catalyst
- Steven McKellar dei Civil Twilight – voce in Nobody Can Save Me e Waiting for the End
- Ilsey Juber[10] – voce in Sharp Edges e Talking to Myself, chitarra ritmica in Talking to Myself
- Tutti – cori in Bleed It Out e The Messenger

## Scaletta
- Medley: Robot Boy/The Messenger/Iridescent
- Roads Untraveled (debutto live)
- Numb (versione strumentale e cori del pubblico)
- Shadow of the Day/With or Without You (cover degli U2) (interpretate dai Linkin Park con Ryan Key degli Yellowcard)
- Leave Out All the Rest (interpretata dai Linkin Park con Gavin Rossdale dei Bush)
- Somewhere I Belong (interpretata dai Linkin Park con Takahiro Moriuchi degli One Ok Rock)
- Castle of Glass (interpretata dai Linkin Park con Tony Kanal, Tom Dumont, Adrian Young dei No Doubt e Alanis Morissette)
- Rest (interpretata da Alanis Morissette)
- Nobody Can Save Me (interpretata dai Linkin Park con Steven McKellar dei Civil Twilight e Jonathan Green)
- Battle Symphony (interpretata dai Linkin Park con Jonathan Green)
- Sharp Edges (interpretata dai Linkin Park con Ilsey Juber)
- Talking to Myself (bridge esteso con un frammento di All Along the Watchtower di Bob Dylan; interpretata dai Linkin Park con Ilsey Juber)
- Heavy (interpretata dai Linkin Park con Julia Michaels e Kiiara)
- One More Light (interpretata da Mike Shinoda e Brad Delson)
- Looking for an Answer (debutto live, interpretata da Mike Shinoda)
- Waiting for the End (intro esteso con un frammento di Until It Breaks dei Linkin Park; conclusione estesa; interpretata dai Linkin Park con Steven McKellar dei Civil Twilight e Sydney Sierota degli Echosmith)
- Crawling (interpretata dai Linkin Park con Oliver Sykes dei Bring Me the Horizon e Zedd)
- Papercut (interpretata dai Linkin Park con Machine Gun Kelly)
- One Step Closer (interpretata dai Linkin Park con Ryan Shuck e Amir Derakh dei Dead by Sunrise/Julien-K e Jonathan Davis dei Korn)
- A Place for My Head (interpreta dai Linkin Park con Jeremy McKinnon degli A Day to Remember)
- Rebellion (interpretata dai Linkin Park con Daron Malakian e Shavo Odadjian dei System of a Down e Frank Zummo dei Sum 41)
- The Catalyst (terza strofa e bridge omessi; interpretata dai Linkin Park con Deryck Whibley e Frank Zummo dei Sum 41)
- I Miss You (interpretata dai Blink-182)
- What I've Done (interpretata dai Linkin Park con Mark Hoppus, Travis Barker e Matt Skiba dei Blink-182)
- In the End (interpretata dai Linkin Park con il pubblico)

Encore
- Iridescent (ripresa; solo bridge e conclusione, interpretata dai Linkin Park con Jonathan Green)
- New Divide (versione abbreviata del 2014; interpretata da  Chester Bennington nel concerto del 2014 all'Hollywood Bowl)
- A Light That Never Comes (interpretata dai Linkin Park con Steve Aoki, Frank Zummo dei Sum 41 e Bebe Rexha)
- Burn It Down (interpretata dai Linkin Park con M. Shadows degli Avenged Sevenfold)
- Faint (conclusione estesa; interpretata dai Linkin Park con M. Shadows e Synyster Gates degli Avenged Sevenfold)
- Medley: Bleed It Out/The Messenger (prima metà di Bleed It Out seguita dalla conclusione di The Messenger; interpretata da tutti gli ospiti; con la voce registrata di Chester Bennington in Bleed It Out)[11]